# Stauros Tsoukalas
Stauros Tsoukalas (in greco Σταύρος Τσουκαλάς?; Salonicco, 28 maggio 1988) è un calciatore greco, centrocampista del Karmiōtissa.